# Asfò Bussotti
Asfò Bussotti (Firenze, 2 dicembre 1925 – Firenze, 24 dicembre 1987) è stato un maratoneta italiano.
Nel 1952 prese parte ai Giochi olimpici di Helsinki nella gara della maratona, classificandosi quarantaseiesimo. Fu tre volte campione italiano assoluto: due nella maratonina e una nella maratona.

## Palmarès
| Anno | Manifestazione  | Sede     | Evento   | Risultato | Prestazione | Note |
| ---- | --------------- | -------- | -------- | --------- | ----------- | ---- |
| 1952 | Giochi olimpici | Helsinki | Maratona | 46º       | 2h52'55"0   |      |

## Campionati nazionali
- 2 volte campione italiano assoluto di maratonina (1950, 1952)
- 1 volta campione italiano assoluto di maratona (1951)

1950
- Oro ai campionati italiani assoluti di maratonina, 20 km - 1h10'36"3

1951
- Oro ai campionati italiani assoluti di maratona - 2h48'55"0

1952
- Oro ai campionati italiani assoluti di maratonina, 20 km - 1h08'01"0